# Трон напівмісяця
«Трон напівмісяця» (англ. Throne of the Crescent Moon) — фентезійний роман, написаний американським письменником Саладіном Ахмедом. Це перша книга з серії Королівства Напівмісяця. Книга була опублікована видавництвом DAW Books у лютому 2012 року. Роман був номінований на премію Г'юґо 2013 року в категорії «Найкращий роман», на премію Девіда Геммела Morningstar Award за найкращий фентезійний дебют у 2013 році та на премію Неб'юла 2012 року за найкращий роман. Він також отримав премію Локус за найкращий дебютний роман у 2013 році.

## Сюжет
Роман розповідає про доктора Адуллу Макслюда, старого мисливця на ґуля, що живе в місті Дамсаваат, який дуже хоче вийти на пенсію і тихо пити кардамоновий чай. Проте події швидко змушують доктора та його помічника, Расіда бас Расіда — воїна-дервіша, який склав обітницю на священному шляху — зіткнутися з темним чаклуном. Щоб допомогти їм, доктор звертається до своїх старих друзів Дауда та Літаж. Дауд — маг, чиї закляття черпають силу з його власної життєвої енергії, а Літаж (його дружина) — висококваліфікована алхімічка. Останньою учасницею їхньої команди стає Замія, молода дівчина з племені Бадаві, яка наділена здатністю перетворюватися на лева, і чий рід був убитий чаклуном. Окрім магічного сюжету, в місті назріває політична напруга, оскільки таємничий Принц Сокіл підбурює революцію проти халіфа.

## Відгуки
Рецензенти високо оцінили роман за його сюжет на основі близькосхідних мотивів, який відрізняється від типових євроцентричних фентезійних романів. Анналі Ньюіц (англ. Annalee Newitz) у своїй рецензії для io9 похвалила персонажів і захопливе світобудування.